# Никольское (Ливенский район)
Нико́льское — село в Ливенском районе Орловской области России. Административный центр Никольского сельского поселения.

## География
Село находится на берегу реки Кшень, на расстоянии 16 км к югу от города Ливны, административного центра района, и 132 км к юго-востоку от города Орёл, административного центра области.

### Часовой пояс
Село Никольское, как и вся Орловская область, находится в часовой зоне МСК (московское время). Смещение применяемого времени относительно UTC составляет +3:00.

## Население
| 1926 | 1939  | 2002 | 2005 | 2010 |
| ---- | ----- | ---- | ---- | ---- |
| 1751 | ↘1410 | ↘530 | ↘510 | ↘480 |

### Национальный состав
Согласно результатам переписи 2002 года, в национальной структуре населения русские составляли 95 % из 530 чел.

## Известные уроженцы
- Чинёнов, Лазарь Иванович (1912—1996) — советский архитектор.